# Gare de Neuilly-lès-Dijon
Gare de Neuilly-lès-Dijon – stacja kolejowa w Neuilly-lès-Dijon, w departamencie Côte-d’Or, w regionie Burgundia-Franche-Comté, we Francji.
Jest stacją Société nationale des chemins de fer français (SNCF), obsługiwaną przez pociągi TER Bourgogne i TER Franche-Comté kursujące między Dijon i Besançon.